# Rally de Cerdeña de 2020
El Rally de Cerdeña de 2020, oficialmente 17º Rally d'Italia Sardegna, fue la decimoséptima edición y la sexta ronda de la temporada 2020 del Campeonato Mundial de Rally. Se celebró del 8 al 11 de octubre y contó con un itinerario de dieciséis tramos sobre tierra que sumaban un total de 238,84 km cronometrados. Fue también la sexta ronda de los campeonatos WRC2 y WRC3 y la tercera ronda del JWRC.

## Lista de inscritos
| Num.                     | Piloto                  | Copiloto               | Automóvil              | Equipo                  | Neumático |
| ------------------------ | ----------------------- | ---------------------- | ---------------------- | ----------------------- | --------- |
| 3                        | Teemu Suninen           | Jarmo Lehtinen         | Ford Fiesta WRC        | M-Sport Ford WRT        | M         |
| 4                        | Esapekka Lappi          | Janne Ferm             | Ford Fiesta WRC        | M-Sport Ford WRT        | M         |
| 6                        | Dani Sordo              | Carlos del Barrio      | Hyundai i20 Coupe WRC  | Hyundai Shell Mobis WRT | M         |
| 7                        | Pierre-Louis Loubet     | Vincent Landais        | Hyundai i20 Coupe WRC  | Hyundai 2C Competition  | M         |
| 8                        | Ott Tänak               | Martin Järveoja        | Hyundai i20 Coupe WRC  | Hyundai Shell Mobis WRT | M         |
| 11                       | Thierry Neuville        | Nicolas Gilsoul        | Hyundai i20 Coupe WRC  | Hyundai Shell Mobis WRT | M         |
| 17                       | Sébastien Ogier         | Julien Ingrassia       | Toyota Yaris WRC       | Toyota Gazoo Racing WRT | M         |
| 18                       | Takamoto Katsuta        | Daniel Barritt         | Toyota Yaris WRC       | Toyota Gazoo Racing WRT | M         |
| 21                       | Petter Solberg          | Andreas Mikkelsen      | Citroën C3 WRC         | Saintéloc Junior Team   | P         |
| 22                       | Martin Prokop           | Zdeněk Jůrka           | Ford Fiesta RS WRC     | MP-Sports               | M         |
| 33                       | Elfyn Evans             | Scott Martin           | Toyota Yaris WRC       | Toyota Gazoo Racing WRT | M         |
| 44                       | Gus Greensmith          | Elliott Edmondson      | Ford Fiesta WRC        | M-Sport Ford WRT        | M         |
| 69                       | Kalle Rovanperä         | Jonne Halttunen        | Toyota Yaris WRC       | Toyota Gazoo Racing WRT | M         |
| 23                       | Pontus Tidemand         | Patrick Barth          | Škoda Fabia Rally2 Evo | Toksport WRT            | P         |
| 24                       | Mads Østberg            | Torstein Eriksen       | Citroën C3 R5          | PH-Sport                | M         |
| 25                       | Adrien Fourmaux         | Renaud Jamoul          | Ford Fiesta Rally2     | M-Sport Ford WRT        | M         |
| 26                       | Nikolay Gryazin         | Konstantin Aleksandrov | Hyundai NG i20 R5      | Hyundai Motorsport N    | P         |
| 27                       | Ole Christian Veiby     | Jonas Andersson        | Hyundai NG i20 R5      | Hyundai Motorsport N    | P         |
| 28                       | Eyvind Brynildsen       | Ilka Minor             | Škoda Fabia Rally2 Evo | Toksport WRT            | P         |
| 29                       | Marco Bulacia Wilkinson | Marcelo Der Ohannesian | Citroën C3 R5          | Marco Bulacia Wilkinson | P         |
| 30                       | Jari Huttunen           | Mikko Lukka            | Hyundai NG i20 R5      | Jari Huttunen           | M         |
| 31                       | Kajetan Kajetanowicz    | Maciej Szczepaniak     | Škoda Fabia Rally2 evo | Kajetan Kajetanowicz    | P         |
| 32                       | Oliver Solberg          | Aaron Johnston         | Škoda Fabia Rally2 evo | Oliver Solberg          | P         |
| 34                       | Nicolas Ciamin          | Yannick Roche          | Citroën C3 R5          | Nicolas Ciamin          | M         |
| 35                       | Eric Camilli            | François-Xavier Buresi | Citroën C3 R5          | Eric Camilli            | M         |
| 36                       | Emilio Fernández        | Ruben Garcia           | Škoda Fabia Rally2 Evo | Emilio Fernández        | M         |
| 37                       | Yohan Rossel            | Benoît Fulcrand        | Citroën C3 R5          | PH-Sport                | M         |
| 38                       | Alberto Heller          | Marc Martí             | Ford Fiesta Rally2     | Alberto Heller          | M         |
| 39                       | Jan Solans              | Mauro Barreriro        | Ford Fiesta Rally2     | Jan Solans              | P         |
| 40                       | Umberto Scandola        | Guido D'Amore          | Hyundai NG i20 R5      | Umberto Scandola        | M         |
| 41                       | "Pedro"                 | Emmanuele Baldaccini   | Ford Fiesta Rally2     | "Pedro"                 | P         |
| 42                       | Sean Johnston           | Alex Kihurani          | Citroën C3 R5          | Saintéloc Junior Team   | P         |
| 43                       | Paulo Nobre             | Gabriel Morales        | Škoda Fabia Rally2 evo | Paulo Nobre             | P         |
| 45                       | Alberto Battistolli     | Simone Scattolin       | Škoda Fabia Rally2 evo | Alberto Battistolli     |           |
| 46                       | Luciano Cobbe           | Fabio Turco            | Škoda Fabia Rally2 evo | Luciano Cobbe           |           |
| Fuente: ewrc-results.com |                         |                        |                        |                         |           |

## Itinerario
| Día                      | Tramo | Nombre                               | Distancia | Ganador de la etapa   | Automóvil                              | Tiempo  | Líder de la general |
| ------------------------ | ----- | ------------------------------------ | --------- | --------------------- | -------------------------------------- | ------- | ------------------- |
| Día 1 (8 de octubre)     | —     | Olmedo (Shakedown)                   | 3.79 km   | Ott Tänak Elfyn Evans | Hyundai i20 Coupe WRC Toyota Yaris WRC | 2:13.6  | —                   |
| Día 2 (9 de octubre)     | SS1   | Tempio Pausania 1                    | 12.08 km  | Teemu Suninen         | Ford Fiesta WRC                        | 9:59.8  | Teemu Suninen       |
| Día 2 (9 de octubre)     | SS2   | Erula — Tula 1                       | 21.78 km  | Dani Sordo            | Hyundai i20 Coupe WRC                  | 16:50.0 | Teemu Suninen       |
| Día 2 (9 de octubre)     | SS3   | Tempio Pausania 2                    | 12.08 km  | Elfyn Evans           | Toyota Yaris WRC                       | 9:49.0  | Teemu Suninen       |
| Día 2 (9 de octubre)     | SS4   | Erula — Tula 2                       | 21.78 km  | Dani Sordo            | Hyundai i20 Coupe WRC                  | 16:33.1 | Dani Sordo          |
| Día 2 (9 de octubre)     | SS5   | Sedini — Castelsardo 1               | 14.72 km  | Dani Sordo            | Hyundai i20 Coupe WRC                  | 10:56.7 | Dani Sordo          |
| Día 2 (9 de octubre)     | SS6   | Tergu — Osilo 1                      | 12.81 km  | Dani Sordo            | Hyundai i20 Coupe WRC                  | 8:16.5  | Dani Sordo          |
| Día 3 (10 de octubre)    | SS7   | Monte Lerno 1                        | 22.08 km  | Sébastien Ogier       | Toyota Yaris WRC                       | 12:46.9 | Dani Sordo          |
| Día 3 (10 de octubre)    | SS8   | Coiluna — Loelle 1                   | 15.00 km  | Dani Sordo            | Hyundai i20 Coupe WRC                  | 5:52.5  | Dani Sordo          |
| Día 3 (10 de octubre)    | SS9   | Monte Lerno 2                        | 22.08 km  | Sébastien Ogier       | Toyota Yaris WRC                       | 12:29.6 | Dani Sordo          |
| Día 3 (10 de octubre)    | SS10  | Coiluna — Loelle 2                   | 15.00 km  | Thierry Neuville      | Hyundai i20 Coupe WRC                  | 8:42.9  | Dani Sordo          |
| Día 3 (10 de octubre)    | SS11  | Sedini — Castelsardo 2               | 14.72 km  | Sébastien Ogier       | Toyota Yaris WRC                       | 10:39.3 | Dani Sordo          |
| Día 3 (10 de octubre)    | SS12  | Tergu — Osilo 2                      | 12.81 km  | Sébastien Ogier       | Toyota Yaris WRC                       | 8:03.4  | Dani Sordo          |
| Día 4 (11 de octubre)    | SS13  | Cala Flumini 1                       | 14.06 km  | Sébastien Ogier       | Toyota Yaris WRC                       | 8:35.5  | Dani Sordo          |
| Día 4 (11 de octubre)    | SS14  | Sassari - Argentiera 1               | 6.89 km   | Thierry Neuville      | Hyundai i20 Coupe WRC                  | 4:51.3  | Dani Sordo          |
| Día 4 (11 de octubre)    | SS15  | Cala Flumini 2                       | 14.06 km  | Sébastien Ogier       | Toyota Yaris WRC                       | 8:23.2  | Dani Sordo          |
| Día 4 (11 de octubre)    | SS16  | Sassari - Argentiera 2 (Power Stage) | 6.89 km   | Ott Tänak             | Hyundai i20 Coupe WRC                  | 4:45.7  | Dani Sordo          |
| Fuente: ewrc-results.com |       |                                      |           |                       |                                        |         |                     |

### Power stage
El power stage fue una etapa de 6.89 km al final del rally. Se otorgaron puntos adicionales del Campeonato Mundial a los cinco más rápidos.
| Pos. | Piloto           | Copiloto          | Coche                 | Equipo                  | Tiempo | Puntos |
| ---- | ---------------- | ----------------- | --------------------- | ----------------------- | ------ | ------ |
| 1    | Ott Tänak        | Martin Järveoja   | Hyundai i20 Coupe WRC | Hyundai Shell Mobis WRT | 4:45.7 | 5      |
| 2    | Thierry Neuville | Nicolas Gilsoul   | Hyundai i20 Coupe WRC | Hyundai Shell Mobis WRT | +0.7   | 4      |
| 3    | Sébastien Ogier  | Julien Ingrassia  | Toyota Yaris WRC      | Toyota Gazoo Racing WRT | +3.4   | 3      |
| 4    | Elfyn Evans      | Scott Martin      | Toyota Yaris WRC      | Toyota Gazoo Racing WRT | +5.3   | 2      |
| 5    | Dani Sordo       | Carlos del Barrio | Hyundai i20 Coupe WRC | Hyundai Shell Mobis WRT | +6.5   | 1      |